# ريكاردو فيلار (لاعب كرة قدم)
ريكاردو فيلار هو لاعب كرة قدم برازيلي في مركز حراسة المرمى، ولد في 4 أبريل 1985 في كوريتيبا في البرازيل. لعب مع بورتوغيزا سانتيستا وجمعية أرابيراكا الرياضية ونادي تريزه ونادي سي آر بي ونادي كوريتيبا ونادي موجي ميريم.

## وصلات خارجية
- ريكاردو فيلار على موقع قاعدة بيانات كرة القدم.إي يو (الإنجليزية)
- ريكاردو فيلار على موقع Soccerway.com (الإنجليزية)